# Алексієвське сільське поселення (Чамзінський район)
Алексі́євське сільське поселення (рос. Алексеевское сельское поселение) — муніципальне утворення у складі Чамзінського району Мордовії, Росія. Адміністративний центр — селище Алексієвка.

## Населення
Населення — 1004 особи (2019, 1050 у 2010, 1158 у 2002).

## Склад
До складу поселення входять такі населені пункти:
| Населений пункт    | Населення, осіб (2002) | Населення, осіб (2010) |
| ------------------ | ---------------------- | ---------------------- |
| Алексієвка, селище | 451                    | 410                    |
| Кіржемани, село    | 707                    | 640                    |